# Matías Posadas
José Matías Posadas (Salta, 25 de enero de 1979) es un abogado y político argentino, fue candidato en 2023 a intendente de la Salta por el Frente Juntos por el Cambio, se desempeñó anteriormente como secretario general de la gobernación de la Provincia de Salta bajo el gobierno de Gustavo Sáenz, Secretario de la Función Pública de Juan Manuel Urtubey y como diputado provincial durante ocho años.

## Biografía
Matias Posadas nació en Salta, padre de dos hijos (Nicolás y Sol), es hermano del también político Federico Posadas que actualmente es ministro de Turismo de la Provincia de Jujuy. Realizó sus estudios secundarios en el Colegio Belgrano  y luego se mudó a Córdoba donde estudió abogacía en la Universidad Nacional de Córdoba, recibiéndose como abogado en el año 2004. Luego realizó un Magíster Derecho Administrativo en la Universidad Austral entre los años 2005-2007.Durante su paso como ministro y luego diputado sería denunciado 
por maniobras en el uso discrecional de recursos del Estado, en 2019 se revelaría la denuncia de la excolaboradora del Frente Plural Ileana Vargas, quien prestó servicios de prensa y difusión para el titular de ese sector político denunciando que los empleados de Posadas estaba obligada a dejar como "aporte partidario" la suma mensual de $5.000 de los $7.500 que cobraba de sueldo.Desde el 2008 el presidente de este partido y su entorno político se repartieron convenios de capacitaciones rentadas con fondos públicos entre la EAP y fundaciones. Entre las beneficiadas se encuentra la fundación para el Asesoramiento e Investigación Social (PAIS), creada por el propio Posadas en 2006.
Fue también becario de la OEA, en el programa Jóvenes líderes del Mercosur en 2004.
Comenzó siendo asesor de la concejal de la ciudad de Córdoba, María Dolores Becerra, en el año 2004, entre 2004 y 2005 fue Delegado del Comité Nacional de la Juventud Radical de Córdoba, siendo designado secretario del Mercosur del comité Nacional de la Juventud Radical. En su regreso a la Provincia de Salta fue asesor en la Auditoria General de la Provincia del contador público nacional Sergio Gastón Moreno hasta el año 2007. También fue entre 2005 y 2007 Secretario Comité Provincia de la UCR Salta. Justamente en el año 2007 pasó a ser el presidente del Comité Provincial de la Juventud Radical hasta el año 2009.
Su primer cargo de gran relevancia política fue en el 2007 cuando Juan Manuel Urtubey recién asumido como gobernador lo nombró secretario de la función pública y director de la Escuela de Administración Pública (EAP), dónde surgirían las denuncias y pruebas documentales que los vinculan con desmanejos de fondos estatales en la Escuela de Administración Pública y de cursos de la EAP que recibieron fondos del Gobierno Provincial que fueron facturados pero nunca se realizaron por varios millones de pesos.
Posadas se mantuvo en el cargo hasta 2010 siendo Miembro del Consejo Federal de la Función Pública y Coordinador de la Comisión de Fortalecimiento de la Gestión Municipal entre esos años.
En el año 2011 se presenta como candidato a diputado provincial por el departamento capital en representación del partido Memoria y Movilización Social. Fue el tercer candidato más votado detrás de Guillermo Durand Cornejo del PCP y Guido Giacosa del PJ por lo tanto accedió a una banca en la Cámara de Diputados de la Provincia de Salta.
En el ejercicio de su mandato Posadas funda el partido llamado Frente Plural con el cual compite en las elecciones de 2013 como candidato a senador. En las PASO obtendría 11.033 votos que le permitirían participar en las elecciones generales pero en ellas no lograría ingresar a la Cámara de Senadores de la Provincia de Salta ya que  Gabriela Cerrano del PO se quedaría con la banca. En las generales el candidato del frente plural lograría 12.243 voluntades no alcanzando el piso mínimo de 5%.
En el año 2014, luego de una profunda crisis en el Instituto de vivienda provincial, Posadas pide licencia como diputado provincial y es designado interventor del Instituto Provincial de Vivienda de Salta,
.
Matías buscaría renovar su banca como diputado provincial en el año 2015 a través de su partido. Luego de superar el piso en las PASO, obtendría 26.545 votos logrando la reelección para el periodo 2015-2019. En esa ocasión había sido el quinto candidato más votado en la categoría por detrás de Guillermo Martinelli, Martín de los Ríos, Lucas Godoy y Arturo Borelli. En el mismo año es elegido integrante del Consejo de la magistratura de la provincia hasta el año 2019.
En el año 2017 Posadas se presentaría en esa ocasión como precandidato a diputado nacional por el Frente Unidad y Renovación que respondía al gobernador Juan Manuel Urtubey. Se enfrentaría en una gran interna a otros dirigentes de peso como Sonia Escudero, exsenadora nacional y Andrés Zottos, exvicegobernador de la provincia, entre otros. Dentro de la interna urtubeycista Posadas saldría segundo con un total de 53.489 votos pero no serían suficientes para ganar la candidatura del espacio que quedaría en manos de Zottos que había obtenido 77.262 votos. Por una cuestión de paridad de género Posadas no fue el segundo en la lista definitiva de candidatos del frente a pesar de haber sido el segundo más votado en la interna, finalmente la que sería la segunda candidata de Zottos sería Liliana Guitían, diputada provincial por el departamento Cachi y la segunda candidata en la lista de Posadas.
Posadas en el 2019 buscaría ser el intendente de la ciudad de Salta participando en la interna de la categoría en el frente Gustavo Sáenz gobernador. Competiría contra la diputada provincial Bettina Romero, el diputado nacional Martín Grande y el periodista Vitín Lamberto. Posadas sería el segundo candidato individual más votado de todos los frentes pero al ser la más votada alguien de su frente no se encontraría habilitado para participar de las elecciones generales. [cita requerida]Matías obtendría 47.556 votos y solo sería superado por Bettina Romero que lograría 60.298 voluntades y que luego en las generales sería elegida como la primera intendente mujer de la Ciudad de Salta.
Cuando Sáenz asumió como gobernador nombró a Posadas como el nuevo secretario General de la Gobernación. Por lo tanto Posadas volvería a un cargo ejecutivo pero con distinto gobernador, teniendo una destacada actuación en la gestión de la pandemia COVID 19, asumiendo gran protagonismo en las decisiones del Comité Operativo de Emergencia (COE).
Para las elecciones de 2021 Posadas como integrante del Frente Plural formaría una alianza con otros partidos como Memoria y Movilización Social, Partido Justicialista, Frente Salteño, PARTES, etc. El mismo se llamaría Gana Salta y Posadas sería elegido como el candidato a senador de ese espacio además David Jesús Leiva y Javier David serían los candidatos a la cámara baja provincial por el espacio. Como candidatos a concejal llevarían a Miguel Isa, Mario Moreno, Martín del Frari, entre otros.
Posadas perdería las elecciones y lograría 27.508 votos y sería superado por Emiliano Durand, el ganador de la categoría, Martín Grande, el segundo más votado e incluso. Estos resultados además llevarían a la renuncia de la secretaria general de la gobernación.
En agosto de 2022, asume la presidencia del Consejo Económico Social de la provincia de Salta, una persona pública no estatal, que funciona como órgano consultivo de los poderes del Estado, creado por la constitución provincial.
En 2023 es elegido candidato a intendente de Juntos por el Cambio, impulsado por el radical Miguel Nanni, el gobernador jujeño Gerardo Morales, Patricia Bullrich y Martin Lousteau. Su incorporación generó fuertes roces con sectores vinculados al romerismo en JxC ya que dirigentes como Sofía Sierra vetaban su ingreso pero finalmente terminó ingresando . Posadas logró posicionar como el candidato a intendente del frente y obtuvo 34.563 votos que lo ubicaron en la tercera opción electoral para el sillón de moldes por detrás de los candidatos oficialistas Emiliano Durand y Bettina Romero y por delante de Felipe Biella.  